# Euxesta pusio
Euxesta pusio är en tvåvingeart som beskrevs av Friedrich Hermann Loew 1868.
Euxesta pusio ingår i släktet Euxesta och familjen fläckflugor. Inga underarter finns listade i Catalogue of Life.